# غوشنة باتاغونية
غوشنة باتاغونية (الاسم العلمي: Morchella patagonica) هي نوع من الفطريات يتبع جنس الغوشنة من الفصيلة الغوشنية.